# سكوت لورانس
سكوت لورانس (بالإنجليزية: Scott Lawrence)‏ (و. 1963 – م) هو ممثل، وممثل تلفزيوني، وممثل أفلام، من الولايات المتحدة الأمريكية، ولد في لوس أنجلوس.

## وصلات خارجية
- سكوت لورانس على موقع IMDb (الإنجليزية)
- سكوت لورانس على موقع ألو سيني (الفرنسية)
- سكوت لورانس على موقع ميوزك برينز (الإنجليزية)
- سكوت لورانس على موقع أول موفي (الإنجليزية)
- سكوت لورانس على موقع قاعدة بيانات الأفلام السويدية (السويدية)
- سكوت لورانس على موقع قاعدة بيانات الفيلم (الإنجليزية)
- سكوت لورانس على موقع كينوبويسك (الروسية)